# هتو مونت
هتو مونت هي حلوى بورمية تقليدية أو مَونت [الإنجليزية]. الحلوى عبارة عن كعكة أرز لزجة مطبوخة مع الزبيب والكاجو وبرادة جوز الهند، ويتم دقها باستمرار أثناء عملية الطهي، مما يمنحها ملمسًا مشابهًا لراحة الحلقوم. تُحضر الحلوة بطريقة مماثلة، مثل الحلويات البورمية الأخرى. وتُعتبر من الأطعمة الشهية في ماندالاي، وهي تذكار شعبي من المدينة.